# Długa Góra (Góry Krucze)
Długa Góra (niem. Lange-Berg, 635 m n.p.m.) - szczyt w południowo-wschodniej części Gór Kruczych, w Sudetach Środkowych.
Leży w krótkim ramieniu, odchodzącym ku wschodowi od Widoku. Na południowym zboczu kilka skałek porfirowych. U jej podnózy znajdują się zabudowania wsi Błażejów.
Masyw zbudowany jest ze skał wulkanicznych - porfirów (trachitów) wieku permskiego, należących do utworów zachodniego skrzydła niecki śródsudeckiej.